# Перечень коренных малочисленных народов Дагестана
Перечень коренных малочисленных народов Республики Дагестан утверждён постановлением Государственного Совета Республики Дагестан от 18 октября 2000 года № 191.
Перечень включает 14 народов:
| коренной малочисленный народ из перечня 2000 года | территория компактного проживания в Дагестане | численность в РФ (чел.) перепись 2021 | численность в Дагестане (чел.) перепись 2021 |
| ------------------------------------------------- | --------------------------------------------- | ------------------------------------- | -------------------------------------------- |
| аварцы                                            | Дагестан                                      | 1 012 074                             | 956 831                                      |
| агулы                                             | Дагестан                                      | 34 576                                | 29 253                                       |
| азербайджанцы                                     | Дагестан                                      | 474 576                               | 116 907                                      |
| даргинцы                                          | Дагестан                                      | 626 601                               | 521 381                                      |
| кумыки                                            | Дагестан                                      | 565 830                               | 496 455                                      |
| лакцы                                             | Дагестан                                      | 173 416                               | 162 518                                      |
| лезгины                                           | Дагестан                                      | 473 722                               | 415 963                                      |
| таты                                              | Дагестан                                      | 575                                   | 214                                          |
| табасаранцы                                       | Дагестан                                      | 151 466                               | 126 319                                      |
| ногайцы                                           | Дагестан                                      | 109 042                               | 36 944                                       |
| рутульцы                                          | Дагестан                                      | 34 259                                | 27 043                                       |
| русские                                           | Дагестан                                      | 105 579 179                           | 102 243                                      |
| цахуры                                            | Дагестан                                      | 12 541                                | 10 320                                       |
| чеченцы-акинцы                                    | Дагестан                                      | 1 674 854 (54)                        | 99 320 (27)                                  |

Согласно Федеральному Закону «О гарантиях прав коренных малочисленных народов Российской Федерации» от 30 апреля 1999 года № 82-ФЗ, «учитывая уникальность этнического состава населения Республики Дагестан по числу проживающих на её территории народов, Государственный Совет Республики Дагестан определяет количественные и иные особенности её коренных малочисленных народов, а также устанавливает перечень этих народов с последующим включением его в Единый перечень коренных малочисленных народов Российской Федерации», однако по состоянию на 25 августа 2015 года в этот Единый перечень они не включены, так как утверждённый Госсоветом Дагестана в 2000 году «перечень коренных малочисленных народов Республики Дагестан» официально не включает арчинцев и андо-цезские народы (андийцы, ахвахцы, багулалы, бежтинцы, ботлихцы, гинухцы, годоберинцы, гунзибцы, каратинцы, тиндинцы, хваршины, цезы (дидойцы), чамалинцы), которые выделяются Всероссийскими переписями населения в составе аварцев, а также кайтагцев и кубачинцев, выделяемых переписями населения в составе даргинцев. Помимо этого, согласно Федеральному Закону «О гарантиях прав коренных малочисленных народов Российской Федерации» от 30 апреля 1999 года № 82-ФЗ, к коренным малочисленным народам Российской Федерации относятся «народы…, насчитывающие в Российской Федерации менее 50 тысяч человек», тогда как утверждённый Госсоветом Дагестана в 2000 году «перечень коренных малочисленных народов Республики Дагестан» официально включает и все народы Дагестана, превышающие 50 тысяч человек.
Согласно Закону Республики Дагестан от 1 ноября 2006 года № 51, территорией компактного проживания коренных малочисленных народов Республики Дагестан признана вся территория Республики Дагестан